# Dwór w Łososinie Górnej
Dwór w Łososinie Górnej – staropolski dwór szlachecki zbudowany na początku XIX wieku w Łososinie Górnej, obecnie części Limanowej. Spłonął 9 lutego 1980 roku. Dwór został zrekonstruowany w 2008 roku w Miasteczku Galicyjskim w Nowym Sączu.

## Opis
Dwór był drewniany, konstrukcji zrębowej, parterowy z poddaszem, pokryty dachem czterospadowym, dwutraktowy z dwoma bocznymi skrzydłami od tyłu, z których wschodnie zostało dobudowane później. Od frontu miał ganek na czterech kolumnach z daszkiem dwuspadowym i szczytem. Wewnątrz istniał kominek z pierwszej połowy XIX wieku.
W zachowanym parku podworskim znajduje się pomnik Legionistów Józefa Piłsudskiego, odsłonięty 11 listopada 1934 roku z inicjatywy byłego legionisty Stanisława Odziomka, ówczesnego kierownika szkoły w Łososinie Górnej. Znajduje się na nim następujący napis: „1914–1934 Legionistom Synom Limanowskiej Ziemi/Co na Zew Wodza Józefa Piłsudskiego/W Krwawe Poszli Boje I W Bojach Tych Legli/W 20 Rocznice Wymarszu Legionów Pomnik Ten Wznieśli Towarzysze Broni”. W 2001 roku w monumencie umieszczono urny z ziemią z Katynia, cmentarza Orląt we Lwowie i Monte Cassino.

## Historia
Podczas rzezi galicyjskiej w 1846 roku miejscowi chłopi splądrowali i zniszczyli dwór w Łososinie Górnej, a ówczesny właściciel musiał ratować się ucieczką. W drugiej połowie XIX wieku dwór stanowił własność Marcelego Pieniążka, ożenionego z Julią Wielogłowską. Następnie dobra łososińskie przejął ich syn Jan Pieniążek, który zmarł bezpotomnie. Za jego życia majątek został rozparcelowany. W 1929 roku w dworze powstała szkółka agrarna (pierwsza w Polsce tzw. Górska Szkoła Rolnicza), która uczyła jak gospodarować na kamienistej ziemi beskidzkiej. Szkoła zajmowała budynek dworu do 1952 roku. W 1980 roku dwór doszczętnie strawił pożar.

## Rekonstrukcja dworu
W 2008 roku przybliżona replika dworu z Łososiny Górnej została odtworzona w nowosądeckim Miasteczku Galicyjskim, będącym częścią Sądeckiego Parku Etnograficznego. Budynek stworzono jako wyodrębniony element architektoniczno-krajobrazowy i umieszczono w nim specjalistyczną bibliotekę, przechowywaną wcześniej w Domku Gotyckim w Nowym Sączu. Na poddaszu zrekonstruowanego dworu znajdują się pokoje gościnne i pomieszczenia biurowe. W przyszłości budynek otoczony będzie zielenią parkową.